# Buchen (Odenwald)
Buchen (Odenwald) est une ville d'Allemagne, située dans le land de Bade-Wurtemberg à 25 km au nord-est de Mosbach.